# Orchestre National Bordeaux Aquitaine
L'Orchestre National Bordeaux Aquitaine (ONBA) è un'orchestra sinfonica francese con sede a Bordeaux. La sua sala da concerti principale è il Palais des Sports. Oltre ai suoi concerti sinfonici regolari, la ONBA serve come orchestra dell'Opéra National de Bordeaux e del Balletto dell'Opéra National de Bordeaux. L'ONBA partecipa anche a festival musicali francesi come La Folle Journée (Nantes) e La Roque-d'Anthéron Festival. L'ONBA riceve il sostegno finanziario della Mairie de Bordeaux, il Ministero della Cultura francese e il Conseil Régional d'Aquitaine (Consiglio regionale d'Aquitania).
L'ONBA ha le sue radici storiche in due gruppi strumentali con sede a Bordeaux. Il primo era l'Orchestre de la Société Sainte-Cécile, fondata nel 1853 dal direttore del Grand-Théâtre de Bordeaux, Charles Mézeray. La seconda organizzazione datata dal 1932, è l'Association des Professeurs du Conservatoire, che fondò Gaston Poulet, il direttore del Conservatorio della città. Nel 1940 le due formazioni furono essenzialmente unite, sotto la direzione di Poulet, per formare la Société des Concerts du Conservatoire. Questo gruppo ha lavorato anche con il Grand-Théâtre de Bordeaux.
Dopo la seconda guerra mondiale, Poulet si dimise dal conservatorio di Bordeaux e dall'orchestra. L'orchestra fu ribattezzata l’Orchestre Philharmonique de Bordeaux e un nuovo responsabile assunse la guida sia dell'orchestra che del conservatorio, Georges Carrère, che prestò servizio fino al 1963. Nel 1963 Jacques Pernoo divenne direttore dell'orchestra e l'orchestra cambiò di nuovo nome in Orchestre Symphonique de Bordeaux. Nel 1972 l'orchestra acquisì un nuovo nome, l' Orchestre de Bordeaux Aquitaine. Sulla scia delle politiche di "decentramento" attuate da Marcel Landowski ai finanziamenti della musica francese, l'orchestra potenziò le sue attività regionali. Durante la guida del suo direttore di allora, Roberto Benzi, l'orchestra raggiunse la dimensione di 95 musicisti. Con il successivo direttore musicale Alain Lombard, dal 1988 al 1995, l'orchestra fu rinominata col suo nome attuale, l’Orchestre National Bordeaux Aquitaine e ampliata alle sue dimensioni attuali di circa 120 musicisti.
L'attuale direttore musicale dell'ONBA è il direttore britannico Paul Daniel, a partire dalla stagione 2013-2014. In passato i direttori ospiti principali dell'ONBA hanno compreso Yutaka Sado, dal 1999 al 2004. L'ONBA ha effettuato registrazioni commerciali per etichette come Naxos Records, Harmonia Mundi, e Mirare.

## Direttori musicali
- Gaston Poulet (1940–1944)
- Georges Carrère (1945-1963)
- Jacques Pernoo (1963–1972)
- Roberto Benzi (1973–1987)
- Alain Lombard (1988–1995)
- John Neschling (1996–1998)
- Hans Graf (1998–2004)
- Christian Lauba (2004-2006)
- Kwamé Ryan (2007–2013)
- Paul Daniel (2013-presente)